# Entodesma beana
Entodesma beana är en musselart som först beskrevs av d'Orbigny 1842.  Entodesma beana ingår i släktet Entodesma och familjen Lyonsiidae. Inga underarter finns listade i Catalogue of Life.